# Crisis administrativa de Panamericana Televisión
La crisis administrativa de Panamericana Televisión fue un periodo crítico en la historia del canal peruano comprendido entre 2001 y 2009. Esta crisis se visibilizó por el escándalo de los vladivideos, en el que se vio involucrado el entonces mayor accionista, Ernesto Schütz Landázuri (dueño de la cadena entre 1997 y 2001), lo que generó un enfrentamiento judicial por el control del canal entre la familia Schütz y Genaro Delgado Parker, también involucrado en el mismo escándalo de corrupción del régimen de Alberto Fujimori, habiendo entre ambas partes notorios intereses particulares.
Este enfrentamiento administrativo-judicial causó el cese de transmisiones de Panamericana entre el 18 y el 26 de julio del 2003, siendo la primera vez en su historia desde su creación en octubre de 1959 que el canal deja de transmitir de forma regular su señal, luego que el Ministerio de Transportes y Comunicaciones suspendiera su licencia tras emitir de forma ilegal dos señales diferentes en el espectro radioeléctrico peruano. De aquellos sucesos se evidenció también la poca independencia del Poder Judicial ante el caso, lo que facilitó la posterior huida de Schütz a Suiza, y la falta de medidas para extraditarlo. Según David Waisman se trató de una muestra de la corrupción del país en ese entonces. Entre 2002 y 2003 el canal acumuló deudas de casi 80 millones de soles.
Cuando la familia Schütz devolvió, por mandato judicial, la administración del canal a la familia Delgado Parker en 2003, bajo el mando total de Genaro y con intenciones de injerencia política, tuvo problemas en producir programación propia, no solo por baja audiencia frente a sus rivales América Televisión, ATV y Latina Televisión  sino también por falta de presupuesto. Aunque solo fue financiado al emitir infomerciales. El único programa que fue exitoso y batía los récords de sintonía en la administración judicial fue el programa de baile Bailando por un sueño, conducido por Gisela Valcárcel que retornó al canal y a la televisión en junio de 2008 y duró hasta diciembre de ese año, hasta que al año siguiente emigró a América Televisión para hacer El show de los sueños. Sin embargo, la administración de Genaro Delgado Parker no duró mucho tiempo, ya que en 2009 se revirtió la decisión para estar bajo administración de la familia Schütz.

## Antecedentes
En 1997, Manuel Delgado Parker y los herederos de Héctor Delgado Parker, accionistas mayoritarios del holding propietario de Panamericana Televisión solicitaron un financiamiento a Ernesto Schütz Landázuri —consuegro de Manuel debido a la unión de la hija de este, Natalia Delgado Nachtigall, con Ernesto Schütz Freundt— que se realizó a través de sus empresas, a fin de ayudar a la familia Delgado al proporcionar recursos financieros y enfrentar los problemas económicos de la televisora. Por decisión de la junta de accionistas, Schütz Landázuri asumió la presidencia ejecutiva del holding y de Panamericana Televisión S.A.
Entre 1997 y 1998 el grupo empresarial liderado por Ernesto Schütz Landázuri (Magnavisión) adquirió las acciones de Manuel Delgado Parker y los herederos de Héctor Delgado Parker, convirtiéndose en el accionista mayoritario de Panamericana Televisión S.A. Al no suscribirse a la Asociación de Radio y Televisión del Perú, el canal no estuvo políticamente presionado a compartir las denuncias de ocupación del oficialismo de entonces, como la denuncia del canal a empresario Delgado Parker por mala administración por ingresos publicitarios en febrero de 1999. Solo el dominical Panorama se limitó en hablar el tema a favor del legado de Delgado Parker.
En 2000 se difundieron diversos videos en los que aparecían políticos, empresarios, magistrados y periodistas siendo sobornados por Vladimiro Montesino, jefe del Servicio de Inteligencia Nacional (SIN). Entre ellos se encontraban los empresarios Manuel Delgado Parker y Ernesto Schütz Landázuri. Debido a que los vídeos se publicaban gradualmente, en 2001 se difundió una filmación de finales de 1998. En la filmación aparecía Víctor Joy Way y el que por entonces era presidente del directorio, Ernesto Schütz Landázuri, quien apareció con bloques de dinero recibidos de Montesinos para vender la línea editorial al gobierno y apoyar la reelección de Alberto Fujimori, aunque Schütz Landázuri lo negó reiteradamente. Para legitimar el acto, se comprobó que Montesinos envió nueve millones de dólares, pagados en seis cuotas mensuales, a sabiendas de que el dominical político del canal Panorama no le afectaría en el proceso de negociación.
El procurador adjunto Luis Vargas Valdivia confirmó que la grabación fue entregada a la Fiscalía de la Nación por uno de los encausados en la red de corrupción, que no se acogió a la ley de colaboración eficaz. Schütz Landázuri, acusado de peculado y asociación ilícita para delinquir por la jueza Magaly Báscones, salió de la frontera de Santa Rosa (en Tacna) y huyó a Argentina hasta su detención en octubre de 2001. Asimismo, le heredó anticipadamente a sus hijos, quienes se volvieron propietarios del canal. Por otro lado, el director periodístico Eduardo Guzmán y parte del personal renunciaron a sus cargos al detectar indicios de corrupción.
Cabe aclarar que en 2005 se reveló un audio en el que apareció Fernando Olivera, influenciado por la familia Delgado Parker, en la toma de decisiones, según la denuncia de César Hildebrandt. Fernando Olivera estuvo involucrado en la reunión Schütz-Montesinos cuando fue ministro de Justicia en 2001.

## Etapas administrativas (2001-2009)

### Primera crisis administrativa del canal (2001-2004)
En octubre de 2001, la administración eligió a Rafael Ravettino como presidente para el periodo 2002-2004 y mantuvo a Federico Anchorena y Pedro Arbulú para la directiva.
Pese a no tener ningún derecho en el accionariado de Panamericana, y tras 26 intentos fallidos para tomar el control del canal y también tomando en consideración la influencia judicial y el vladivideo de Schütz, a fines de 2001, el Poder Judicial de Lima Norte —en medio de cuestionamientos en la gestión de jueces, según la Corte Superior de Justicia del Cono Norte, además de ratificaciones— otorgó a Genaro Delgado Parker una ilegal medida cautelar que lo designó Administrador Judicial.  Se reveló posteriormente que Delgado Parker se reunió con Montesinos para cumplir el favor judicial de retirar al periodista César Hildebrandt en un programa de Red Global, canal que también administró Genaro en 1998. Por lo que, en diciembre de 2001, el presidente de la corte judicial separó a la jueza Carmen Escalante que ofreció a medida cautelar en favor de Genaro Delgado Parker. Después de 14 meses en que los juzgados de Lima cuestionaron la legalidad de la medida cautelar y por las presiones del Poder Ejecutivo para favorecer a Genaro Delgado Parker, se le entregó la administración del canal el 24 de febrero de 2003.
Luego de tres meses de administración judicial en que Delgado Parker dispuso ilegalmente y en beneficio propio y de sus empresas los recursos y patrimonio de Panamericana, el Poder Judicial de Lima dejó sin efecto su nombramiento como administrador judicial y ordenó, el viernes 11 de julio de 2003, la reposición de la administración del canal a sus legítimos propietarios. Aquella decisión que fue desacatada por la administración judicial —y una supuesta presión tras comunicaciones entre el gobierno de Alejandro Toledo y uno de los directivos de la administración Schütz, Pedro Arbulú—, generó violencia contra las autoridades judiciales que no pudieron ejecutar en su totalidad la reposición de la administración que obligaron a defenderse al quinto piso del edificio de la emisora. En ese día sucedieron los enfrentamientos más grandes y violentos que se hayan visto en los dos edificios del canal (uno para transmitirse a Lima y otro para el resto del país), en donde se recuerda el momento del lanzamiento de pintura amarilla al equipo de Schütz. En agosto de ese año Schütz consiguió brevemente el control de los dos edificios, pero el enfrentamiento se trasladó al Morro Solar, donde Delgado Parker intentó tomar por la fuerza la antena transmisora de la cadena responsable de llevar la señal hacia la ciudad de Lima. En ese mismo día, un juzgado del Cono Norte, dirigido por la jueza Adriana Villanueva había decidido paralizar la ejecución de la medida cautelar que favorecía al equipo Schütz. Sin embargo, esta resolución llegó a la sede de prensa del canal, en la avenida Alejandro Tirado, por lo que la empresa quedó dividida en dos partes: La administración Delgado Parker se quedó con el control de la sede en la avenida Alejandro Tirado y la administración Schütz con el control de la sede de la avenida Arequipa.
La división administrativa de la empresa originó horas después la fragmentación de la señal de Panamericana Televisión, donde ambas administraciones infringieron leyes nacionales sobre el uso del espectro radioeléctrico. Por un lado, la administración Delgado Parker trasladó equipos de transmisión de Red Global, canal que en ese entonces era de su propiedad, a la sede de la avenida Alejandro Tirado para emitir una programación continua; mientras que un grupo de técnicos de la administración modificaron el transmisor del Morro Solar para que reciba esa señal y se transmita por las ondas del canal 5 de Lima. Por otro lado, la administración Schütz cambió las frecuencias de la señal enviada por satélite, lo que permitió que la señal originada desde la avenida Arequipa se viera en varias otras ciudades del Perú. Al haber dos señales y haberse realizado enlaces de frecuencias no autorizadas e invasión del espectro radioeléctrico peruano, el Ministerio de Transportes y Comunicaciones anunció el 18 de julio de 2003 la suspensión de la licencia de transmisión de Panamericana Televisión, por lo que ambas señales cerraron sus emisiones y Panamericana dejó de transmitir por primera vez en su historia durante una semana, siendo el suceso más representativo de la crisis y caída en desgracia del canal. El sábado 26 de julio, se levantó la sanción a Panamericana Televisión y la señal volvió a transmitirse, pero se impuso una multa por infringir la Ley General de Telecomunicaciones (precedente de la Ley de Radio y Televisión), el decomiso de los equipos con los que se habría infringido esta ley y el abono del canon por el uso del espectro radioeléctrico equivalente a los días en que fueron usados irregularmente. Ese mismo día, la administración Schütz informó que se retiraría voluntaria y progresivamente de la sede de la avenida Arequipa. Para el 30 de julio, ninguna de las dos administraciones en conflicto se retiraron de la posesión del canal, a pesar de una orden judicial retirar a la familia Delgado Parker.
Estos hechos produjeron un gran deterioro de la empresa, la marca, su programación y sus índices de audiencia, además de causar que gran parte del talento y los clientes de la empresa se retiraran y se fueran a trabajar a otros canales (como América, ATV y Latina). Previo a su caída, figuras periodísticas renunciaron del canal como Claudia Cisneros, Pamela Vértiz y Melissa Peschiera otros como Mónica Delta, que fue considerada como la mujer visible del periodismo del canal, trabajaron con poca frecuencia. Además que los productores televisivos Efraín Aguilar y Mariana Ramírez del Villar (de la posteriormente fundada ProTV) exigieron el cumplimiento de las emisiones. También se reportó el retiro de parte del archivo histórico de Panamericana, supuestamente por la directiva de Federico Anchorena.

### Administración judicial de Genaro Delgado Parker (2004-2009)
El 18 de junio de 2004, una cuestionada decisión de la Corte Suprema (procedente del Quinto Juzgado de Paz Letrado) dispuso que el proceso judicial relativo a la administración del canal sea llevado en el Poder Judicial del Cono Norte, motivo por el cual Genaro recuperó el local central de la avenida Arequipa a las 12:00 p.m. y se produjo la continuación de la ilegal administración judicial hasta el 1 de junio de 2009. El presidente del Consejo de Ministros, Carlos Ferrero, negó la intervención del gobierno en el litigio judicial. Mientras tanto, la abogada de Genaro, Beatriz Mejía, acusó a la administración Schütz por tomar propiedades valorizadas en 60 millones de soles.
En octubre de 2004, coincidiendo con el 45.º aniversario, se remodeló la sede principal y el logotipo, cambiando la «P» negra y roja en una pantalla amarilla que se usó desde abril de 1997 con el arribo de Ernesto Schütz Landázuri por la "ventana" que se usó hasta el 8 de junio de 2009 con el retorno de Ernesto Schütz Freundt.
Durante toda la administración judicial, se acusó de evasión de impuestos, al estar desviados irregularmente en beneficio de Genaro Delgado Parker y sus empresas. Los bienes y equipos fueron depredados y se mostró un comportamiento oficialista, en este caso con el gobierno de Alejandro Toledo. Además que no pagaron las obligaciones laborales, tributarias y comerciales de la empresa, acumulándose una gran deuda al Estado, trabajadores y proveedores, que el canal venía pagando y hubiera seguido haciéndolo hasta 2025 y que impidieron que pueda competir en igualdad de condiciones con los demás canales, hasta que en el año 2014 el Tribunal Constitucional declaró inexigible la deuda de la emisora. Para el 2008, Genaro Parker comentó que «los que se quejan son aquellos que no trabajan, la que gente a la Schütz no le está pagando». En 2010 Ollanta Humala reveló que el canal estaría dispuesto en apoyar su campaña presidencial de 2006 a cambio de librar su deuda.
El 18 de diciembre de 2008, se aprobó una resolución que declaró ilegal la administración judicial de Genaro Delgado Parker y devolvió la administración a Ernesto Schütz Freundt. Durante ese plazo, dos de sus reporteros José Mariño y Fernando Llanos fueron impedidos de ingresar debido a la deuda que el canal, ambos denunciaron ante el Ministerio de Trabajo para obligar el pago en 48 horas. Sin embargo, por la demora del Poder Judicial en resolver en forma definitiva la devolución del canal a sus legítimos propietarios, recién fue posible proceder a la ejecución de dicha medida a fines de mayo de 2009 cuando fue llevado al Juzgado Civil de Lima.

### Segunda crisis administrativa del canal (2009)
El 23 de mayo, RPP compartió la resolución que declara infundado el recurso de casación mediante el cual Genaro Delgado pretendía mantenerse al frente de Panamericana Televisión. Esta fue firmada por el presidente del Poder Judicial, Javier Villa Stein.
La noche del 31 de mayo, ante su inminente salida de la administración del canal, Genaro Delgado Parker sorpresivamente anunció que decidió aceptar una solicitud de la Sunat efectuada al Indecopi en enero de 2009, mediante la cual declaraba en insolvencia económica a Panamericana ante las autoridades peruanas competentes. De esta manera, Panamericana Televisión pasaría a ser administrada por sus acreedores; todo esto con la evidente intención de que los legítimos propietarios no puedan volver a la empresa, aunque también implicaba el cese de funciones del propio Genaro. Luego de efectuar estos anuncios y saliendo de la sede central de la cadena, Delgado Parker fue agredido por los extrabajadores impagos del canal, quienes lo insultaron y le arrojaron huevos, uno de los cuales le impactó en el rostro.
El 1 de junio de 2009, la SUNAT designó a Alberto Cabello como nuevo administrador de Panamericana Televisión por seis meses a fin de evaluar el estado financiero y legal de la empresa, que afrontó una deuda ascendente a S/. 117 millones. De esta manera, Delgado Parker abandonó furtivamente la empresa y con esa tercera administración se concretaba una salida temporal a la crisis de la cadena.
Sin embargo, esta medida resultaba irregular, debido a que la ley peruana no contempla la figura de un «administrador tributario», ya que indirectamente el canal paso a manos del gobierno, lo cual resultaba peligroso debido a que creaba un precedente que podía ser invocado para futuras intervenciones del gobierno en las empresas privadas. Los diversos cuestionamientos por parte de prestigiosos abogados y periodistas provocaron que, el 3 de junio, Alberto Cabello renunciara a su cargo, lo que hizo que la SUNAT anunciara horas después que se retiraba de esta «administración tributaria» y derivaba todo a Indecopi para que inicie el proceso de insolvencia lo más pronto posible. Esta decisión provocó una confusa situación de la cadena, puesto que aparentemente quedaba acéfala en medio de rumores que indicaban que Panamericana Televisión ya era inviable económicamente y otros que afirmaban que sería vendida a la Universidad San Martín de Porres.
En horas de la noche del mismo 3 de junio, los trabajadores de Panamericana Televisión, luego de una asamblea, anunciaron en un comunicado que tomaban el control del canal y continuarían la programación habitual.
En la mañana del 8 de junio, el Poder Judicial finalmente procedió a entregar la administración del canal a Ernesto Schütz Freundt, hecho que ocasionó que se suspendiera la programación del día y durante más de ocho horas continuas se emitieron cortos animados de Popeye, mientras los trabajadores fueron invitados a retirarse para efectuar un inventario de los bienes, y luego, en vez de comerciales, se transmitían videos de paisajes del Perú durante aproximadamente un mes, hasta que se estrenaron el nuevo logo (la «P» cuadrada tricolor, que se mantiene hasta hoy) y la programación. En la diligencia desarrollada con gran resguardo policial, se hicieron presentes también los ex-directivos Federico Anchorena y Pedro Arbulú, quienes recuperaban sus cargos. Luego Schütz declaró haber encontrado al canal muy desordenado, por lo que planificó reflotar la emisora sin dañar el estado de los proyectos actuales.
El 16 de octubre de 2009, Panamericana Televisión cumplió 50 años de transmisiones, y ese mismo día la SUNAT, la prensa nacional y los directivos del canal informaron que Indecopi había dado punto final el proceso de insolvencia contra el canal promovido por la mencionada entidad tributaria. Para finales de año, el segundo Juzgado Civil del Cono Norte ordenó a Delgado Parker retirarse de la administración.

## Etapa posterior
El 15 de febrero de 2010, se anunció que Panamericana Televisión se acogió de manera voluntaria a un proceso de insolvencia en INDECOPI para que mediante un concurso preventivo pudiera negociar con sus acreedores un esquema de pago para cubrir la deuda generada durante la administración judicial.
El 11 de agosto del 2010, el Poder Judicial ordenó una orden de detención contra Genaro Delgado Parker por daños y perjuicios contra el Estado y contra Panamericana Televisión, la cual fue anulada por una sala superior tras mantenerse unos meses en la clandestinidad. Después de ello, Delgado Parker vivió retirado del mundo de las telecomunicaciones en su residencia en el distrito de San Isidro, mientras sus hijos intentaron recuperar la administración del canal. En sus últimos años administró G.D. Parker Inc. que es una empresa ubicada en la ciudad de Miami en Estados Unidos.
El 11 de abril de 2013, el Tribunal Constitucional emitió un importante fallo a favor de Panamericana en el cual sentenció que la administración judicial al que fue sometida fue ilegal y perjudicial para el canal, siendo el Estado el responsable de esta situación al haber designado al administrador judicial. 
En abril de 2014, el Tribunal declaró fundada la demanda entablada por Panamericana Televisión y, en consecuencia, declaró inexigible la deuda tributaria generada entre el 24 de febrero del 2003 y el 8 de junio del 2009. En junio, al cumplirse 5 años del retorno de la administración Schütz a la cadena, el canal realizó un documental denominado Panamericana: Historia no contada de un despojo. En él, muestran las supuestas razones que llevaron a que el canal fuera puesto bajo una administración judicial, aduciendo una clara intervención por parte del poder Ejecutivo a cargo del entonces presidente de la república, Alejandro Toledo, y las consecuencias que ello trajo a la televisora.
Tras 8 años de perder la administración de Panamericana, el fundador del canal Genaro Delgado Parker murió el 27 de mayo del 2017, a los 87 años de edad.
El 1 de diciembre de 2022, la secretaría de la Corte Permanente de Arbitraje (CPA) informó que rechazó el reclamo que Panamericana Televisión le hizo al Gobierno del Perú por la designación de Genaro Delgado Parker como administrador judicial en el periodo comprendido entre 2003 y 2009. La compañía radiodifusora, junto a otros inversores, exigían una indemnisación ascendente a 637 millones de dólares. De acuerdo a la sentencia, los demandantes tendrán que devolver el 65% de los costos que afrontó el Perú en el arbitraje. Sin embargo, la televisora busca anular el fallo tomado por el mencionado tribunal internacional.

## Opinión pública
En 2003 una encuesta de la Universidad de Lima (con 574 limeños) señaló que 56,5 % de las personas opinaron que la administración de Genaro Parker no garantizaba la libertad de prensa, el 29.6 por ciento lo contrario. El 13,9 % no optó por responder.